# عملية السلام بين حزب العمال الكردستاني وتركيا 2025
عملية السلام بين حزب العمال الكردستاني وتركيا حتى عام 2025، والمعروفة أيضًا باسم عملية السلام الثانية أو عملية الحل الثانية، تشير إلى عملية عام 2025 لحل تمرد حزب العمال الكردستاني. وقد اعتُبرت هذه العملية بمثابة امتداد لعملية السلام الفاشلة بين حزب العمال الكردستاني وتركيا بين عامي 2013 و2015.

## الخلفية
جاءت عملية السلام الأولى التي نُفِّذت بين عامي 2013 و2015. بعد خسارة حزب العدالة والتنمية للأغلبية في الانتخابات التشريعية التركية في يونيو 2015 وحادثة جيلان بينار، بدأ الصراع مرة أخرى. بعد هذه العملية، تبنى العديد من الجهات السياسية الفاعلة مناهج مختلفة تجاه القضية الكردية، ولكن تم التخلي عن عملية التفاوض الرسمية. بحلول عام 2024، وسط التحولات الإقليمية، وتغير في السياسة الداخلية والخارجية لتركيا، وحرب غزة ، بالإضافة إلى زيادة نفوذ المناطق الكردية ذاتية الحكم في العراق وسوريا، بدأت المناقشات حول عملية حل جديدة محتملة.

## التاريخ
في 22 أكتوبر 2024، دعا دولت بهجلي، زعيم حزب الحركة القومية (MHP)، في تغيير مفاجئ في لهجته، عبد الله أوجلان للتحدث في البرلمان التركي وحل حزب العمال الكردستاني. في 26 نوفمبر، جدد بهجلي دعوته. تقدم حزب الشعوب والمساواة والديمقراطية (DEM) بطلب لمقابلة أوجلان في سجن إمرالي، وهو ما حدث في 28 ديسمبر. في 22 يناير، قاموا بالزيارة للمرة الثانية. في 27 فبراير، زار وفد حزب DEM أوجلان للمرة الثالثة. في وقت لاحق في 27 فبراير 2025، أمر أوجلان حزب العمال الكردستاني بعقد مؤتمر ونزع سلاحه وحل الحزب. في 1 مارس، أعلن حزب العمال الكردستاني وقف إطلاق النار من جانب واحد. كما زعم حزب العمال الكردستاني أنه سيطيع أمر أوجلان ويعمل على تنفيذه. في 10 أبريل، التقى وفد حزب الديمقراطية مع الرئيس التركي رجب طيب أردوغان. تم تأجيل الاجتماع بين وفد حزب الديمقراطية ووزير العدل التركي يلماز تونج ، المقرر عقده في 18 أبريل، إلى موعد لاحق بسبب حالة القلب التي أصيب بها وفد حزب الديمقراطية إمرالي ونائب إسطنبول سري ثريا أوندر. في 3 مايو، توفي سري ثريا أوندر في المستشفى. عقد حزب العمال الكردستاني مؤتمره الثاني عشر بين 5 و 7 مايو، وأعلن عن أربعة قرارات، وهي: انتهاء الصراع السياسي والعسكري لحزب العمال الكردستاني ضد تركيا والانتقال إلى صراع سياسي وقانوني، ووقف جميع أنشطة حزب العمال الكردستاني مع حل الحزب، ووقف جميع الأعمال العسكرية والسياسية لحزب العمال الكردستاني في العراق وإيران وسوريا وتركيا، ومسؤولية المجلس الرئاسي لحزب العمال الكردستاني عن تنفيذ الحل إلى جانب تشكيل لجنة مشتركة لتسليم الأسلحة. وقد ضمنت تركيا أمن المؤتمر وناقشت اتفاقيات مع أوجلان، الذي شارك في المؤتمر بالدعوة. وقد أُرسلت نتيجة المؤتمر إلى أوجلان للموافقة عليها.